# Longfengchang
Longfengchang (kinesiska: 龙凤场乡, 龙凤场) är en socken i Kina. Den ligger i provinsen Sichuan, i den sydvästra delen av landet, omkring 370 kilometer nordost om provinshuvudstaden Chengdu. Antalet invånare är 14 372. Befolkningen består av 7 186 kvinnor och 7 186 män. Barn under 15 år utgör 27,0 %, vuxna 15-64 år 61 %, och äldre över 65 år 11,0 %.
Genomsnittlig årsnederbörd är 1 660 millimeter. Den regnigaste månaden är september, med i genomsnitt 325 mm nederbörd, och den torraste är december, med 10 mm nederbörd.